# Structure pyramidale des ligues de football en Allemagne
La structure pyramidale des ligues de football en Allemagne désigne le système de classement officiel des ligues et divisions du football de cette nation.

## Généralités
L'ensemble du football du pays est sous la juridiction de la fédération allemande de football. Les différentes divisions se jouent au niveau national de la D1 à la D3 et au niveau régional à partir de la D4.

## Structure des championnats
| 1      | Bundesliga · 18 clubs · 2,5 relégués                                                                                | Bundesliga · 18 clubs · 2,5 relégués                            | Bundesliga · 18 clubs · 2,5 relégués                                               | Bundesliga · 18 clubs · 2,5 relégués                                                           | Bundesliga · 18 clubs · 2,5 relégués                            |                                          |                                          |                                          |                                          |                                          |                                          |                                          |
| 2      | 2. Bundesliga · 18 clubs · 2,5 promus 2,5 relégués                                                                  | 2. Bundesliga · 18 clubs · 2,5 promus 2,5 relégués              | 2. Bundesliga · 18 clubs · 2,5 promus 2,5 relégués                                 | 2. Bundesliga · 18 clubs · 2,5 promus 2,5 relégués                                             | 2. Bundesliga · 18 clubs · 2,5 promus 2,5 relégués              |                                          |                                          |                                          |                                          |                                          |                                          |                                          |
| 3      | 3. Liga · 20 clubs · 2,5 promus 4 relégués                                                                          | 3. Liga · 20 clubs · 2,5 promus 4 relégués                      | 3. Liga · 20 clubs · 2,5 promus 4 relégués                                         | 3. Liga · 20 clubs · 2,5 promus 4 relégués                                                     | 3. Liga · 20 clubs · 2,5 promus 4 relégués                      |                                          |                                          |                                          |                                          |                                          |                                          |                                          |
| 4      | Regionalliga 5 groupes régionaux, 90 clubs                                                                          | Regionalliga 5 groupes régionaux, 90 clubs                      | Regionalliga 5 groupes régionaux, 90 clubs                                         | Regionalliga 5 groupes régionaux, 90 clubs                                                     | Regionalliga 5 groupes régionaux, 90 clubs                      |                                          |                                          |                                          |                                          |                                          |                                          |                                          |
| 4      | Regionalliga Nord · 18 clubs · 0,5 promu variable                                                                   | Regionalliga Nord-Est · 18 clubs · 1 promu variable             | Regionalliga Ouest · 18 clubs · 1 promu variable                                   | Regionalliga Sud Ouest · 18 clubs · 1 promu variable                                           | Regionalliga Bayern · 18 clubs · 0,5 promu variable             |                                          |                                          |                                          |                                          |                                          |                                          |                                          |
| 5      | Oberliga 14 groupes régionaux, 241 clubs                                                                            | Oberliga 14 groupes régionaux, 241 clubs                        | Oberliga 14 groupes régionaux, 241 clubs                                           | Oberliga 14 groupes régionaux, 241 clubs                                                       | Oberliga 14 groupes régionaux, 241 clubs                        | Oberliga 14 groupes régionaux, 241 clubs | Oberliga 14 groupes régionaux, 241 clubs | Oberliga 14 groupes régionaux, 241 clubs | Oberliga 14 groupes régionaux, 241 clubs | Oberliga 14 groupes régionaux, 241 clubs | Oberliga 14 groupes régionaux, 241 clubs | Oberliga 14 groupes régionaux, 241 clubs |
| 5      | Oberliga Schleswig-Holstein 18 clubs Oberliga Hamburg 18 clubs Bremen-Liga 16 clubs Oberliga Niedersachsen 16 clubs | Oberliga Nordost Nord 16 clubs Oberliga Nordost Sud 16 clubs    | Oberliga Niederrhein 18 clubs Mittelrheinliga 16 clubs Oberliga Westfalen 18 clubs | Oberliga Rheinland-Pfalz/Saar 18 clubs Hessenliga 17 clubs Oberliga Baden-Württemberg 18 clubs | Bayernliga Nord 18 clubs Bayernliga Sud 18 clubs                |                                          |                                          |                                          |                                          |                                          |                                          |                                          |
| 6      | Verbandsliga/Landesliga 38 groupes régionaux, 634 clubs                                                             | Verbandsliga/Landesliga 38 groupes régionaux, 634 clubs         | Verbandsliga/Landesliga 38 groupes régionaux, 634 clubs                            | Verbandsliga/Landesliga 38 groupes régionaux, 634 clubs                                        | Verbandsliga/Landesliga 38 groupes régionaux, 634 clubs         |                                          |                                          |                                          |                                          |                                          |                                          |                                          |
| 7 à 14 | Associations des Länder Plusieurs groupes sur plusieurs niveaux                                                     | Associations des Länder Plusieurs groupes sur plusieurs niveaux | Associations des Länder Plusieurs groupes sur plusieurs niveaux                    | Associations des Länder Plusieurs groupes sur plusieurs niveaux                                | Associations des Länder Plusieurs groupes sur plusieurs niveaux |                                          |                                          |                                          |                                          |                                          |                                          |                                          |

## Sources
- (de) Cet article est partiellement ou en totalité issu de l’article de Wikipédia en allemand intitulé « Fußball-Ligasystem in Deutschland » (voir la liste des auteurs).